# Амазилія-берил
Амази́лія-берил (Saucerottia) — рід серпокрильцеподібних птахів родини колібрієвих (Trochilidae). Представники цього роду мешкають в Мексиці, Центральній і Південній Америці.

## Види
Виділяють десять видів:
- Агиртрія блакитноголова (Saucerottia cyanocephala)
- Амазилія-берил нікарагуанська (Saucerottia hoffmanni)[13]
- Амазилія-берил рудокрила (Saucerottia beryllina)
- Амазилія-берил синьохвоста (Saucerottia cyanura)
- Амазилія-берил білогруда (Saucerottia edward)
- Амазилія-берил колумбійська (Saucerottia saucerottei)
- Амазилія-берил сапфіроволоба (Saucerottia cyanifrons)
- Амазилія каштановочерева (Saucerottia castaneiventris)
- Амазилія-берил зеленочерева (Saucerottia viridigaster)
- Амазилія-берил тобазька (Saucerottia tobaci)